# Kantate ved 100-aars festen for Niels Henrik Abels fødsel
Niels Henrik Abel, de Noorse wiskundige, werd onder meer herdacht in september 1902. Voor de festiviteiten schreven minstens twee componisten muziek.

## Christian Sinding
Kantate ved 100-aars festen for Niels Henrik Abels fødsel is een compositie van Christian Sinding. Het werk werd geschreven voor een avond, waarbij de 100-ste geboortedag van de Noorse wiskundige Niels Henrik Abel werd herdacht.
De avond van 3 september 1903 had wat muzikanten betreft een all-star bezetting:
- Componist: Christian Sinding
- Tekst: Bjørnstjerne Bjørnson
- Dirigent: Johan Halvorsen
- solist: Thorvald Lammers
- het koor van Olaus Andreas Grøndahl

De kans is groot dat buiten de aanwezigen in de zaal van het Nationaltheatret, niemand het werk nog ooit gehoord heeft.

## Johan Halvorsen
Vier avonden later vond er nog een avondvoorstelling plaats ter nagedachtenis van Abel. Men kon in het Nationaltheatert genieten van een voorstelling van Peer Gynt met muziek van Edvard Grieg en de voordracht van het gedicht Niels Henrik Abel van Elling Holst. Ter inleiding van dat gedicht schreef volgens de overlevering Halvorsen een stukje muziek. Er is niets van teruggevonden, Halvorsen wilde nog weleens niet geheel geslaagde muziek vernietigen, dan wel in de haard gooien. 